# Мореуз Гоцо
Мореуз Гоцо је доста кратак морски пролаз у Централном Медитерану који раздваја два највећа малтешка острва Гоцо на северу од Малте на југу. У средишњем делу канала налазе се још два острва Комино (насељено) и Коминото (ненасељено). Канал уједно служи и као поморски пут преко којег целе године саобраћа трајект који повезује два поменута острва.
Дужина мореуза је 7 км, а ширина варира од максималних 6,7 км на западу до 4,5 км у северозападном делу.